# Monjolo

Monjolo tillhör kommunen São Gonçalo, vars läge är här markerat.

Monjolo är ett distrikt i kommunen São Gonçalo i Brasilien och ligger i delstaten Rio de Janeiro. Det ingår i Rio de Janeiros storstadsområde och hade 223 058 invånare vid folkräkningen 2010.